# 태국 국가구조당

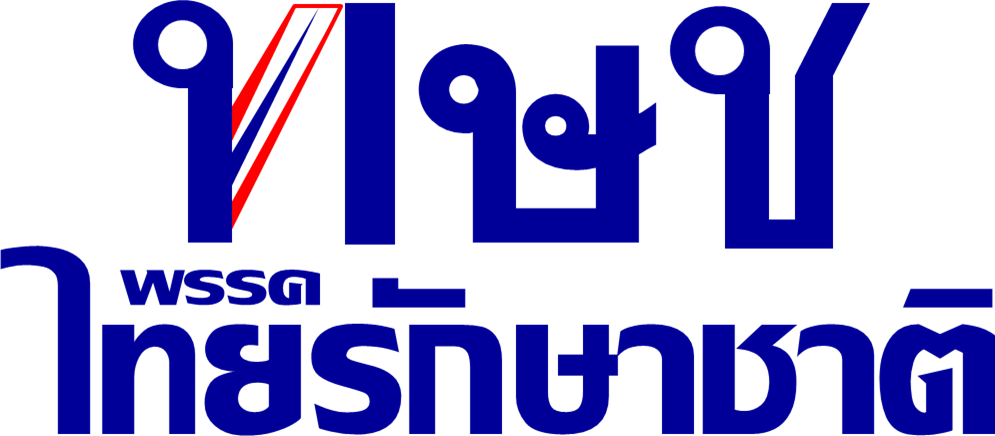
타이민족구원당

타이민족구원당(태국어: พรรคไทยรักษาชาติ 팍 타이 락사 찻[*])은 태국의 정당이다. 푸어타이당 탈당파들이 창당했다.
총선을 앞둔 2019년 2월 8일, 우본랏공주가 이 당의 유일한 총리 후보로 도전할 것을 선언했다. 태국에서 왕실 일원이 총리로 도전하는 것은 전례 없는 일이며, 전국적으로 큰 충격을 주었다. 이에 라마 10세는 우본랏공주의 정치 활동에 대한 조치를 취했으며, 왕실 일원으로서도 제재를 받게 되었다.
위 사건으로 2019년 3월 7일 당을 해산하였다.